# Kamtūleh-ye Shahrīārī
Kamtūleh-ye Shahrīārī (persiska: Kamtūleh, کمتوله شهریاری) är en ort i Iran.   Den ligger i provinsen Khuzestan, i den centrala delen av landet, 500 km söder om huvudstaden Teheran. Kamtūleh-ye Shahrīārī ligger 133 meter över havet och antalet invånare är 120.
Terrängen runt Kamtūleh-ye Shahrīārī är huvudsakligen platt, men åt nordost är den kuperad. Runt Kamtūleh-ye Shahrīārī är det ganska tätbefolkat, med 58 invånare per kvadratkilometer. Närmaste större samhälle är Rāmhormoz, 5,1 km öster om Kamtūleh-ye Shahrīārī. Omgivningarna runt Kamtūleh-ye Shahrīārī är i huvudsak ett öppet busklandskap.